# (I Can't Get No) Satisfaction
(I Can't Get No) Satisfaction is een populair lied van The Rolling Stones uit 1965. Het is geschreven door het duo Mick Jagger en Keith Richards. Het succes van het nummer betekende de grote doorbraak naar wereldfaam voor de Stones. De titel met zijn foutieve dubbele ontkenning is een voorbeeld van een sociolect.
De single bezorgde de band zijn eerste nummer 1-hit in de Verenigde Staten, in het Britse thuisland werd het de vierde topnotering, op 9 september 1965. Ook in Nederland behaalde het nummer de eerste plaats, op 18 september nam het de toppositie over van Help! van the Beatles.

## Inspiratie
De riff op gitaar waar het nummer mee opent, componeerde Keith Richards in zijn slaap: "I woke up in bed with this riff and I thought 'I 've gotta put that down.' ", ik werd wakker met die riedel en ik dacht 'dat moet ik vastleggen.' De bandleden verbleven in het Fort Harrison Hotel in Clearwater, Florida. Het was 7 mei 1965, de nacht na het vijfde concert van hun derde Amerikaanse tournee. Richards stond op, pakte zijn gitaar en een draagbare cassetterecorder, speelde in wat hij zojuist bedacht had en ging terug naar bed. De volgende ochtend draaide hij het bandje af. "It was two minutes of Satisfaction and forty minutes of me snoring", twee minuten Satisfaction en veertig minuten mijn gesnurk.
Een paar woorden bij de riedel van zijn muzikale idee waren gauw gevonden. Of die waren er altijd al bij geweest. Het had van alles kunnen zijn, zei Richards later, maar het was I can't get no satisfaction, ik kan geen voldoening vinden. Richards was bang dat de compositie te veel leek op Dancing In The Street van Martha and the Vandellas, maar de overige bandleden waren enthousiast. De toon was gezet, puur, rauw, seksueel en goudeerlijk. In de dagen die volgden schreef Mick Jagger de rest van het lied, over een ik-figuur die zoekt naar authenticiteit in een wereld vol commerciële nep, als een protest tegen de consumptiemaatschappij die hij aantrof in Amerika, en dan met name in radio- en televisiespots.
When I 'm watchin' my TV
And a man comes on to tell me
How white my shirts can be
But he can't be a man 'cause he doesn't smoke
The same cigarettes as me
Het werd het eerste nummer dat de Stones volledig op Amerikaanse bodem hebben opgenomen en geproduceerd. Op 10 mei maakten ze in de Chess Studios in Chicago een akoestische versie, met Jagger op mondharmonica. Op 11, 12 en 13 mei volgden sessies in de RCA Studios in Hollywood. Richards gebruikte een Gibson Maestro fuzzbox om de kenmerkende vervorming uit zijn gitaar te krijgen. Na het studiowerk werd er gestemd over een eventuele single. Richards en Jagger stemden tegen, maar waren in de minderheid. Op 5 juni lag Satisfaction in de Amerikaanse winkels, met alle gevolgen van dien. Na zes weken stond het lied op nummer 1. Terugkijkend in 1995 beschreef Jagger die dagen als volgt: "It was the song that really made the Rolling Stones, changed us from just another band into a huge, monster band. You always need one song." Het was het lied dat de Rolling Stones groot heeft gemaakt, het veranderde ons van zomaar een of andere band in een enorme monstergroep. Je hebt altijd net één lied nodig. Het tijdschrift Newsweek noemde het "five notes that shook the world", vijf noten die de wereld deden schudden op haar grondvesten.
Een release in Engeland werd uitgesteld tot de band terug was van de tournee om het succes te delen en vergroten. Op de B-kant van de Amerikaanse single stond The Under-Assistant West Coast Promotion Man. Hetzelfde gold voor de Nederlandse single. Eind juli verscheen de Engelse persing met op de B-zijde The Spider and the Fly.

## Invloed
"It 's a signature tune, really, rather than a great, classic painting". aldus Mick Jagger ("Het is eerder een rake krabbel dan een groots klassiek schilderij. Daar kan van alles mee gebeuren".

### Pop en soulcovers
Vele artiesten hebben zich aan een cover gewaagd. Otis Redding was ongetwijfeld de eerste, in juli 1965, twee maanden nadat het nummer was verschenen. Zijn interpretatie, uitgebracht op Otis Blue: Otis Redding Sings Soul in 1966, is soul in hart en nieren. Hij zette een sectie blazers in voor de vijf wereldschokkende noten, een idee dat Richards eerder had laten varen. Aretha Franklin nam het op voor haar album Aretha Arrives uit 1967. De new wave band Devo haalde in 1978 in Nederland de hitlijsten met een staccato-versie getiteld (I Can't Gèt Mé Nö) Satisfactiön.

### Latin-covers
Een populaire Spaanstalige versie is Satisfecha op het debuutalbum van de Mexicaanse popster Gloria Trevi uit 1989. De seksuele ondertoon wordt sterk benadrukt in haar vertolking, maar de zuivere vertaling maakte het lied geliefd bij een breed publiek. Ook bijzonder en opzwepend zijn de versies van salsazanger Frankie Ruiz en de Braziliaanse zangeres/pianiste  Tania Maria.

### Persiflages
- In Sesamstraat was het te horen als Geen samenwerking.
- In het Zapp-programma Welkom in de jaren 60 werd een sketch vertoond waarin de Stones een Nederlandstalige versie zingen (Ik ben nooit echt tevreden).

### Gebruik in de media
In de film Apocalypse Now van Francis Ford Coppola uit 1979, over Amerikaanse soldaten in de Vietnamoorlog, speelt het nummer een prominente rol wanneer het op de radio wordt uitgezonden en de jongens er een kortstondig feestje van maken. Even kunnen ze hun moordzuchtige omgeving vergeten en ontsnappen naar een wereld van televisiespots en mooie meisjes.
Satisfaction werd gebruikt in de tv-serie Mad Men, waarin hoofdpersoon Don Draper in elke aflevering een wit overhemd uit een nieuwe verpakking aantrekt. Nadat hij voor zijn kinderen een kaartje voor een Beatles-concert gekocht heeft, klinkt Satisfaction met de tekst: When I 'm watchin' my TV/And a man comes on to tell me/How white my shirts can be.
Satisfaction staat op de tweede plaats in de lijst van 500 beste nummers aller tijden die het magazine Rolling Stone in 2004 publiceerde, samengesteld door musici, critici en andere professionals in de muziekindustrie. Nummer 1 is Like a Rolling Stone van Bob Dylan.

## Bezetting
- Mick Jagger - Zang en tamboerijn
- Keith Richards - elektrische gitaar en ook zang
- Brian Jones - elektrische gitaar
- Bill Wyman - basgitaar
- Charlie Watts - drums

### Extra instrumentalisten
- Jack Nitzsche – piano, orgel, tambourine
- Ian Stewart – piano, orgel, marimba

## Hitnotering

### Nederlandse Top 40
| Hitnotering (week 1 t/m 19): 14-08-1965 t/m 18-12-1965 Hitnotering (week 20 t/m 25): 22-08-1970 t/m 26-09-1970 Hitnotering (week 26 t/m 30): 17-11-1990 t/m 15-12-1990 | Hitnotering (week 1 t/m 19): 14-08-1965 t/m 18-12-1965 Hitnotering (week 20 t/m 25): 22-08-1970 t/m 26-09-1970 Hitnotering (week 26 t/m 30): 17-11-1990 t/m 15-12-1990 | Hitnotering (week 1 t/m 19): 14-08-1965 t/m 18-12-1965 Hitnotering (week 20 t/m 25): 22-08-1970 t/m 26-09-1970 Hitnotering (week 26 t/m 30): 17-11-1990 t/m 15-12-1990 | Hitnotering (week 1 t/m 19): 14-08-1965 t/m 18-12-1965 Hitnotering (week 20 t/m 25): 22-08-1970 t/m 26-09-1970 Hitnotering (week 26 t/m 30): 17-11-1990 t/m 15-12-1990 | Hitnotering (week 1 t/m 19): 14-08-1965 t/m 18-12-1965 Hitnotering (week 20 t/m 25): 22-08-1970 t/m 26-09-1970 Hitnotering (week 26 t/m 30): 17-11-1990 t/m 15-12-1990 | Hitnotering (week 1 t/m 19): 14-08-1965 t/m 18-12-1965 Hitnotering (week 20 t/m 25): 22-08-1970 t/m 26-09-1970 Hitnotering (week 26 t/m 30): 17-11-1990 t/m 15-12-1990 | Hitnotering (week 1 t/m 19): 14-08-1965 t/m 18-12-1965 Hitnotering (week 20 t/m 25): 22-08-1970 t/m 26-09-1970 Hitnotering (week 26 t/m 30): 17-11-1990 t/m 15-12-1990 | Hitnotering (week 1 t/m 19): 14-08-1965 t/m 18-12-1965 Hitnotering (week 20 t/m 25): 22-08-1970 t/m 26-09-1970 Hitnotering (week 26 t/m 30): 17-11-1990 t/m 15-12-1990 | Hitnotering (week 1 t/m 19): 14-08-1965 t/m 18-12-1965 Hitnotering (week 20 t/m 25): 22-08-1970 t/m 26-09-1970 Hitnotering (week 26 t/m 30): 17-11-1990 t/m 15-12-1990 | Hitnotering (week 1 t/m 19): 14-08-1965 t/m 18-12-1965 Hitnotering (week 20 t/m 25): 22-08-1970 t/m 26-09-1970 Hitnotering (week 26 t/m 30): 17-11-1990 t/m 15-12-1990 | Hitnotering (week 1 t/m 19): 14-08-1965 t/m 18-12-1965 Hitnotering (week 20 t/m 25): 22-08-1970 t/m 26-09-1970 Hitnotering (week 26 t/m 30): 17-11-1990 t/m 15-12-1990 | Hitnotering (week 1 t/m 19): 14-08-1965 t/m 18-12-1965 Hitnotering (week 20 t/m 25): 22-08-1970 t/m 26-09-1970 Hitnotering (week 26 t/m 30): 17-11-1990 t/m 15-12-1990 | Hitnotering (week 1 t/m 19): 14-08-1965 t/m 18-12-1965 Hitnotering (week 20 t/m 25): 22-08-1970 t/m 26-09-1970 Hitnotering (week 26 t/m 30): 17-11-1990 t/m 15-12-1990 | Hitnotering (week 1 t/m 19): 14-08-1965 t/m 18-12-1965 Hitnotering (week 20 t/m 25): 22-08-1970 t/m 26-09-1970 Hitnotering (week 26 t/m 30): 17-11-1990 t/m 15-12-1990 | Hitnotering (week 1 t/m 19): 14-08-1965 t/m 18-12-1965 Hitnotering (week 20 t/m 25): 22-08-1970 t/m 26-09-1970 Hitnotering (week 26 t/m 30): 17-11-1990 t/m 15-12-1990 | Hitnotering (week 1 t/m 19): 14-08-1965 t/m 18-12-1965 Hitnotering (week 20 t/m 25): 22-08-1970 t/m 26-09-1970 Hitnotering (week 26 t/m 30): 17-11-1990 t/m 15-12-1990 | Hitnotering (week 1 t/m 19): 14-08-1965 t/m 18-12-1965 Hitnotering (week 20 t/m 25): 22-08-1970 t/m 26-09-1970 Hitnotering (week 26 t/m 30): 17-11-1990 t/m 15-12-1990 | Hitnotering (week 1 t/m 19): 14-08-1965 t/m 18-12-1965 Hitnotering (week 20 t/m 25): 22-08-1970 t/m 26-09-1970 Hitnotering (week 26 t/m 30): 17-11-1990 t/m 15-12-1990 |
| Week: | 1 | 2 | 3 | 4 | 5 | 6 | 7 | 8 | 9 | 10 | 11 | 12 | 13 | 14 | 15 | 16 | 17 |
| --- | --- | --- | --- | --- | --- | --- | --- | --- | --- | --- | --- | --- | --- | --- | --- | --- | --- |
| Positie: | 4 | 2 | 2 | 2 | 2 | 1 | 1 | 1 | 1 | 1 | 2 | 3 | 7 | 10 | 12 | 17 | 23 |
| Week: | 18 | 19 | | 20 | 21 | 22 | 23 | 24 | 25 | | 26 | 27 | 28 | 29 | 30 | | |
| Positie: | 23 | 37 | uit | 32 | 22 | 19 | 22 | 26 | 33 | uit | 27 | 20 | 18 | 22 | 39 | uit | |

### Tijd voor Teenagers Top 10/Hilversum 3 Top 30/Nationale Hitparade/Nationale Top 100
| Hitnotering (week 1 t/m 16): 07-08-1965 t/m 20-11-1965 (Tijd voor Teenagers Top 10) Hitnotering (week 17 t/m 20): 22-08-1970 t/m 12-09-1970 (Hilversum 3 Top 30) Hitnotering (week 21 t/m 22): 03-01-1976 t/m 10-01-1976 (Nationale Hitparade) Hitnotering (week 23 t/m 33): 20-10-1990 t/m 05-01-1991 (Nationale Top 100) | Hitnotering (week 1 t/m 16): 07-08-1965 t/m 20-11-1965 (Tijd voor Teenagers Top 10) Hitnotering (week 17 t/m 20): 22-08-1970 t/m 12-09-1970 (Hilversum 3 Top 30) Hitnotering (week 21 t/m 22): 03-01-1976 t/m 10-01-1976 (Nationale Hitparade) Hitnotering (week 23 t/m 33): 20-10-1990 t/m 05-01-1991 (Nationale Top 100) | Hitnotering (week 1 t/m 16): 07-08-1965 t/m 20-11-1965 (Tijd voor Teenagers Top 10) Hitnotering (week 17 t/m 20): 22-08-1970 t/m 12-09-1970 (Hilversum 3 Top 30) Hitnotering (week 21 t/m 22): 03-01-1976 t/m 10-01-1976 (Nationale Hitparade) Hitnotering (week 23 t/m 33): 20-10-1990 t/m 05-01-1991 (Nationale Top 100) | Hitnotering (week 1 t/m 16): 07-08-1965 t/m 20-11-1965 (Tijd voor Teenagers Top 10) Hitnotering (week 17 t/m 20): 22-08-1970 t/m 12-09-1970 (Hilversum 3 Top 30) Hitnotering (week 21 t/m 22): 03-01-1976 t/m 10-01-1976 (Nationale Hitparade) Hitnotering (week 23 t/m 33): 20-10-1990 t/m 05-01-1991 (Nationale Top 100) | Hitnotering (week 1 t/m 16): 07-08-1965 t/m 20-11-1965 (Tijd voor Teenagers Top 10) Hitnotering (week 17 t/m 20): 22-08-1970 t/m 12-09-1970 (Hilversum 3 Top 30) Hitnotering (week 21 t/m 22): 03-01-1976 t/m 10-01-1976 (Nationale Hitparade) Hitnotering (week 23 t/m 33): 20-10-1990 t/m 05-01-1991 (Nationale Top 100) | Hitnotering (week 1 t/m 16): 07-08-1965 t/m 20-11-1965 (Tijd voor Teenagers Top 10) Hitnotering (week 17 t/m 20): 22-08-1970 t/m 12-09-1970 (Hilversum 3 Top 30) Hitnotering (week 21 t/m 22): 03-01-1976 t/m 10-01-1976 (Nationale Hitparade) Hitnotering (week 23 t/m 33): 20-10-1990 t/m 05-01-1991 (Nationale Top 100) | Hitnotering (week 1 t/m 16): 07-08-1965 t/m 20-11-1965 (Tijd voor Teenagers Top 10) Hitnotering (week 17 t/m 20): 22-08-1970 t/m 12-09-1970 (Hilversum 3 Top 30) Hitnotering (week 21 t/m 22): 03-01-1976 t/m 10-01-1976 (Nationale Hitparade) Hitnotering (week 23 t/m 33): 20-10-1990 t/m 05-01-1991 (Nationale Top 100) | Hitnotering (week 1 t/m 16): 07-08-1965 t/m 20-11-1965 (Tijd voor Teenagers Top 10) Hitnotering (week 17 t/m 20): 22-08-1970 t/m 12-09-1970 (Hilversum 3 Top 30) Hitnotering (week 21 t/m 22): 03-01-1976 t/m 10-01-1976 (Nationale Hitparade) Hitnotering (week 23 t/m 33): 20-10-1990 t/m 05-01-1991 (Nationale Top 100) | Hitnotering (week 1 t/m 16): 07-08-1965 t/m 20-11-1965 (Tijd voor Teenagers Top 10) Hitnotering (week 17 t/m 20): 22-08-1970 t/m 12-09-1970 (Hilversum 3 Top 30) Hitnotering (week 21 t/m 22): 03-01-1976 t/m 10-01-1976 (Nationale Hitparade) Hitnotering (week 23 t/m 33): 20-10-1990 t/m 05-01-1991 (Nationale Top 100) | Hitnotering (week 1 t/m 16): 07-08-1965 t/m 20-11-1965 (Tijd voor Teenagers Top 10) Hitnotering (week 17 t/m 20): 22-08-1970 t/m 12-09-1970 (Hilversum 3 Top 30) Hitnotering (week 21 t/m 22): 03-01-1976 t/m 10-01-1976 (Nationale Hitparade) Hitnotering (week 23 t/m 33): 20-10-1990 t/m 05-01-1991 (Nationale Top 100) | Hitnotering (week 1 t/m 16): 07-08-1965 t/m 20-11-1965 (Tijd voor Teenagers Top 10) Hitnotering (week 17 t/m 20): 22-08-1970 t/m 12-09-1970 (Hilversum 3 Top 30) Hitnotering (week 21 t/m 22): 03-01-1976 t/m 10-01-1976 (Nationale Hitparade) Hitnotering (week 23 t/m 33): 20-10-1990 t/m 05-01-1991 (Nationale Top 100) | Hitnotering (week 1 t/m 16): 07-08-1965 t/m 20-11-1965 (Tijd voor Teenagers Top 10) Hitnotering (week 17 t/m 20): 22-08-1970 t/m 12-09-1970 (Hilversum 3 Top 30) Hitnotering (week 21 t/m 22): 03-01-1976 t/m 10-01-1976 (Nationale Hitparade) Hitnotering (week 23 t/m 33): 20-10-1990 t/m 05-01-1991 (Nationale Top 100) | Hitnotering (week 1 t/m 16): 07-08-1965 t/m 20-11-1965 (Tijd voor Teenagers Top 10) Hitnotering (week 17 t/m 20): 22-08-1970 t/m 12-09-1970 (Hilversum 3 Top 30) Hitnotering (week 21 t/m 22): 03-01-1976 t/m 10-01-1976 (Nationale Hitparade) Hitnotering (week 23 t/m 33): 20-10-1990 t/m 05-01-1991 (Nationale Top 100) | Hitnotering (week 1 t/m 16): 07-08-1965 t/m 20-11-1965 (Tijd voor Teenagers Top 10) Hitnotering (week 17 t/m 20): 22-08-1970 t/m 12-09-1970 (Hilversum 3 Top 30) Hitnotering (week 21 t/m 22): 03-01-1976 t/m 10-01-1976 (Nationale Hitparade) Hitnotering (week 23 t/m 33): 20-10-1990 t/m 05-01-1991 (Nationale Top 100) | Hitnotering (week 1 t/m 16): 07-08-1965 t/m 20-11-1965 (Tijd voor Teenagers Top 10) Hitnotering (week 17 t/m 20): 22-08-1970 t/m 12-09-1970 (Hilversum 3 Top 30) Hitnotering (week 21 t/m 22): 03-01-1976 t/m 10-01-1976 (Nationale Hitparade) Hitnotering (week 23 t/m 33): 20-10-1990 t/m 05-01-1991 (Nationale Top 100) | Hitnotering (week 1 t/m 16): 07-08-1965 t/m 20-11-1965 (Tijd voor Teenagers Top 10) Hitnotering (week 17 t/m 20): 22-08-1970 t/m 12-09-1970 (Hilversum 3 Top 30) Hitnotering (week 21 t/m 22): 03-01-1976 t/m 10-01-1976 (Nationale Hitparade) Hitnotering (week 23 t/m 33): 20-10-1990 t/m 05-01-1991 (Nationale Top 100) | Hitnotering (week 1 t/m 16): 07-08-1965 t/m 20-11-1965 (Tijd voor Teenagers Top 10) Hitnotering (week 17 t/m 20): 22-08-1970 t/m 12-09-1970 (Hilversum 3 Top 30) Hitnotering (week 21 t/m 22): 03-01-1976 t/m 10-01-1976 (Nationale Hitparade) Hitnotering (week 23 t/m 33): 20-10-1990 t/m 05-01-1991 (Nationale Top 100) | Hitnotering (week 1 t/m 16): 07-08-1965 t/m 20-11-1965 (Tijd voor Teenagers Top 10) Hitnotering (week 17 t/m 20): 22-08-1970 t/m 12-09-1970 (Hilversum 3 Top 30) Hitnotering (week 21 t/m 22): 03-01-1976 t/m 10-01-1976 (Nationale Hitparade) Hitnotering (week 23 t/m 33): 20-10-1990 t/m 05-01-1991 (Nationale Top 100) | Hitnotering (week 1 t/m 16): 07-08-1965 t/m 20-11-1965 (Tijd voor Teenagers Top 10) Hitnotering (week 17 t/m 20): 22-08-1970 t/m 12-09-1970 (Hilversum 3 Top 30) Hitnotering (week 21 t/m 22): 03-01-1976 t/m 10-01-1976 (Nationale Hitparade) Hitnotering (week 23 t/m 33): 20-10-1990 t/m 05-01-1991 (Nationale Top 100) | Hitnotering (week 1 t/m 16): 07-08-1965 t/m 20-11-1965 (Tijd voor Teenagers Top 10) Hitnotering (week 17 t/m 20): 22-08-1970 t/m 12-09-1970 (Hilversum 3 Top 30) Hitnotering (week 21 t/m 22): 03-01-1976 t/m 10-01-1976 (Nationale Hitparade) Hitnotering (week 23 t/m 33): 20-10-1990 t/m 05-01-1991 (Nationale Top 100) |
| Week: | 1 | 2 | 3 | 4 | 5 | 6 | 7 | 8 | 9 | 10 | 11 | 12 | 13 | 14 | 15 | 16 | | 17 | 18 |
| --- | --- | --- | --- | --- | --- | --- | --- | --- | --- | --- | --- | --- | --- | --- | --- | --- | --- | --- | --- |
| Positie: | 4 | 2 | 2 | 1 | 1 | 1 | 1 | 1 | 1 | 1 | 1 | 2 | 6 | 4 | 8 | 15 | uit | 29 | 23 |
| Week: | 19 | 20 | | 21 | 22 | | 23 | 24 | 25 | 26 | 27 | 28 | 29 | 30 | 31 | 32 | 33 | | |
| Positie: | 16 | 23 | uit | 28 | 25 | uit | 78 | 52 | 30 | 18 | 14 | 13 | 16 | 20 | 43 | 66 | 97 | uit | |

### VlaamseUltratop 50
| Hitnotering: 01-08-1965 t/m 01-10-1965 | Hitnotering: 01-08-1965 t/m 01-10-1965 | Hitnotering: 01-08-1965 t/m 01-10-1965 | Hitnotering: 01-08-1965 t/m 01-10-1965 | Hitnotering: 01-08-1965 t/m 01-10-1965 |
| Week:                                  | 1                                      | 2                                      | 3                                      |                                        |
| -------------------------------------- | -------------------------------------- | -------------------------------------- | -------------------------------------- | -------------------------------------- |
| Positie:                               | 7                                      | 6                                      | 17                                     | uit                                    |

### Evergreen Top 1000
| Evergreen Top 1000 (I Can't Get No) Satisfaction | Evergreen Top 1000 (I Can't Get No) Satisfaction | Evergreen Top 1000 (I Can't Get No) Satisfaction | Evergreen Top 1000 (I Can't Get No) Satisfaction | Evergreen Top 1000 (I Can't Get No) Satisfaction | Evergreen Top 1000 (I Can't Get No) Satisfaction | Evergreen Top 1000 (I Can't Get No) Satisfaction | Evergreen Top 1000 (I Can't Get No) Satisfaction | Evergreen Top 1000 (I Can't Get No) Satisfaction | Evergreen Top 1000 (I Can't Get No) Satisfaction | Evergreen Top 1000 (I Can't Get No) Satisfaction | Evergreen Top 1000 (I Can't Get No) Satisfaction | Evergreen Top 1000 (I Can't Get No) Satisfaction | Evergreen Top 1000 (I Can't Get No) Satisfaction | Evergreen Top 1000 (I Can't Get No) Satisfaction | Evergreen Top 1000 (I Can't Get No) Satisfaction | Evergreen Top 1000 (I Can't Get No) Satisfaction |
| Jaar                                             | 2008                                             | 2009                                             | 2010                                             | 2011                                             | 2012                                             | 2013                                             | 2014                                             | 2015                                             | 2016                                             | 2017                                             | 2018                                             | 2019                                             | 2020                                             | 2021                                             | 2022                                             | 2023                                             |
| ------------------------------------------------ | ------------------------------------------------ | ------------------------------------------------ | ------------------------------------------------ | ------------------------------------------------ | ------------------------------------------------ | ------------------------------------------------ | ------------------------------------------------ | ------------------------------------------------ | ------------------------------------------------ | ------------------------------------------------ | ------------------------------------------------ | ------------------------------------------------ | ------------------------------------------------ | ------------------------------------------------ | ------------------------------------------------ | ------------------------------------------------ |
| Positie                                          | -                                                | -                                                | -                                                | -                                                | -                                                | -                                                | 47                                               | 71                                               | 87                                               | 93                                               | 138                                              | 199                                              | 189                                              | 183                                              | 175                                              | 215                                              |

### NPO Radio 2 Top 2000
| Nummer met noteringen in de NPO Radio 2 Top 2000 | '99 | '00 | '01 | '02 | '03 | '04 | '05 | '06 | '07 | '08 | '09 | '10 | '11 | '12 | '13 | '14 | '15 | '16 | '17 | '18 | '19 | '20 | '21 | '22 | '23 | '24 |
| ------------------------------------------------ | --- | --- | --- | --- | --- | --- | --- | --- | --- | --- | --- | --- | --- | --- | --- | --- | --- | --- | --- | --- | --- | --- | --- | --- | --- | --- |
| (I Can't Get No) Satisfaction                    | 22  | 46  | 102 | 75  | 81  | 82  | 123 | 122 | 164 | 116 | 157 | 181 | 216 | 93  | 225 | 238 | 236 | 294 | 305 | 304 | 284 | 302 | 357 | 406 | 424 | 382 |

1. ↑  Een vetgedrukt getal geeft de hoogste notering aan.

### JOE FM Hitarchief Top 2000
| (I Can't Get No) Satisfaction | (I Can't Get No) Satisfaction | (I Can't Get No) Satisfaction | (I Can't Get No) Satisfaction | (I Can't Get No) Satisfaction |
| Jaar                          | 2009                          | 2010                          | 2011                          | 2012                          |
| ----------------------------- | ----------------------------- | ----------------------------- | ----------------------------- | ----------------------------- |
| Positie                       | 204                           | 120                           | 60                            | 30                            |